# Hailey (Oxfordshire)
Hailey is een civil parish in het bestuurlijke gebied West Oxfordshire, in het Engelse graafschap Oxfordshire met 1208 inwoners.

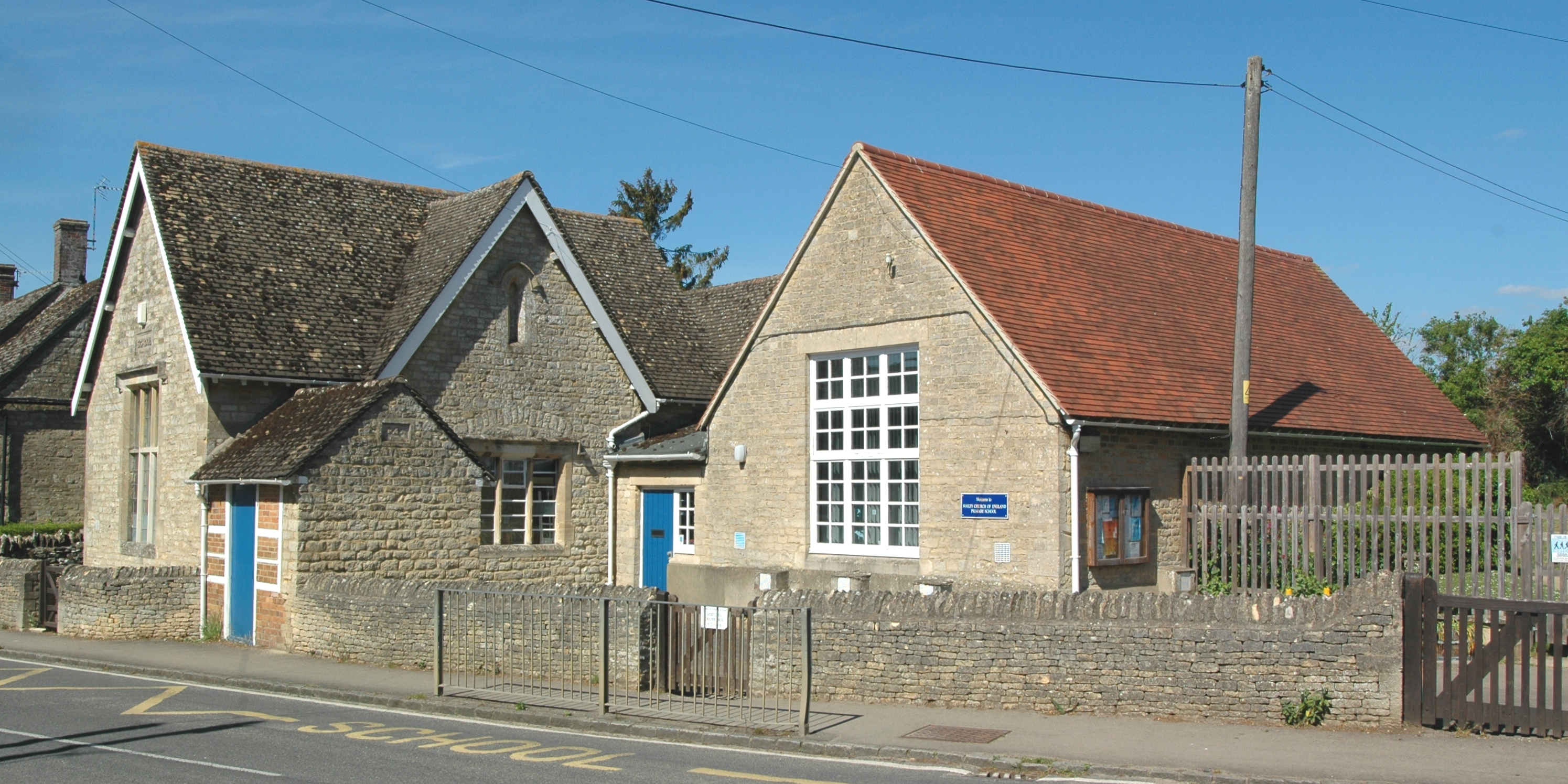
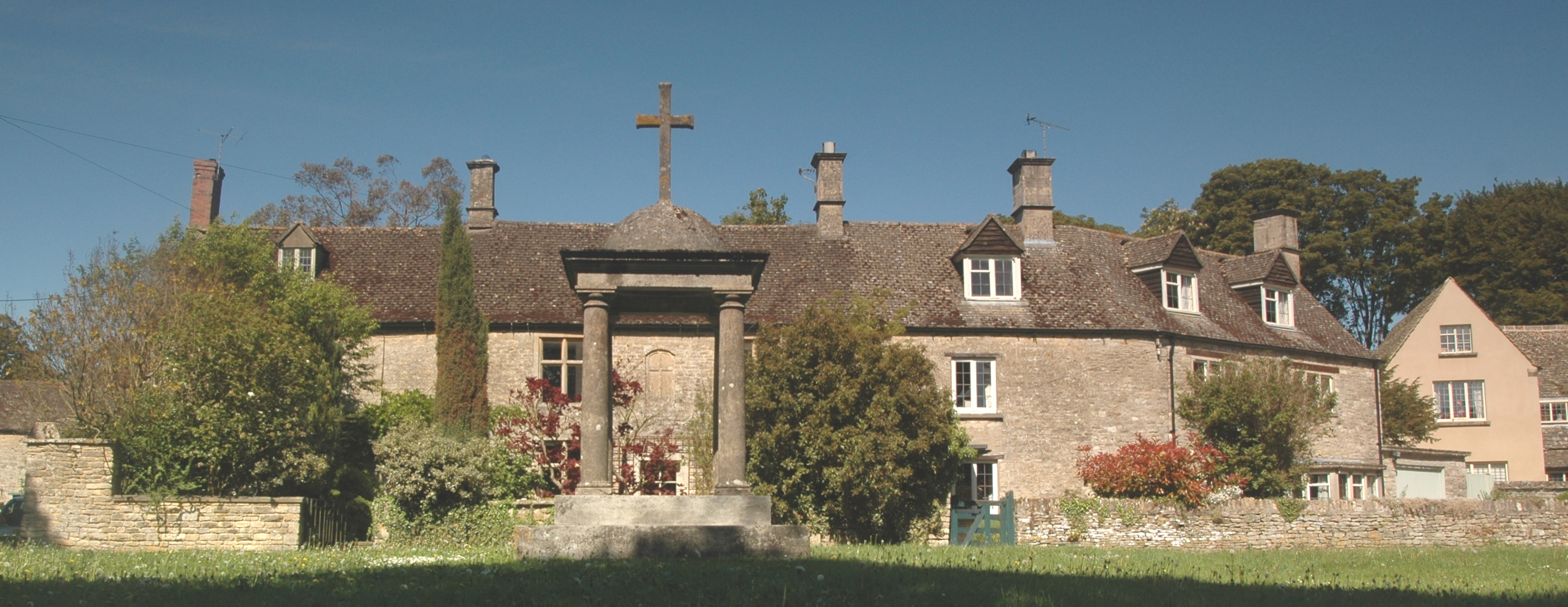
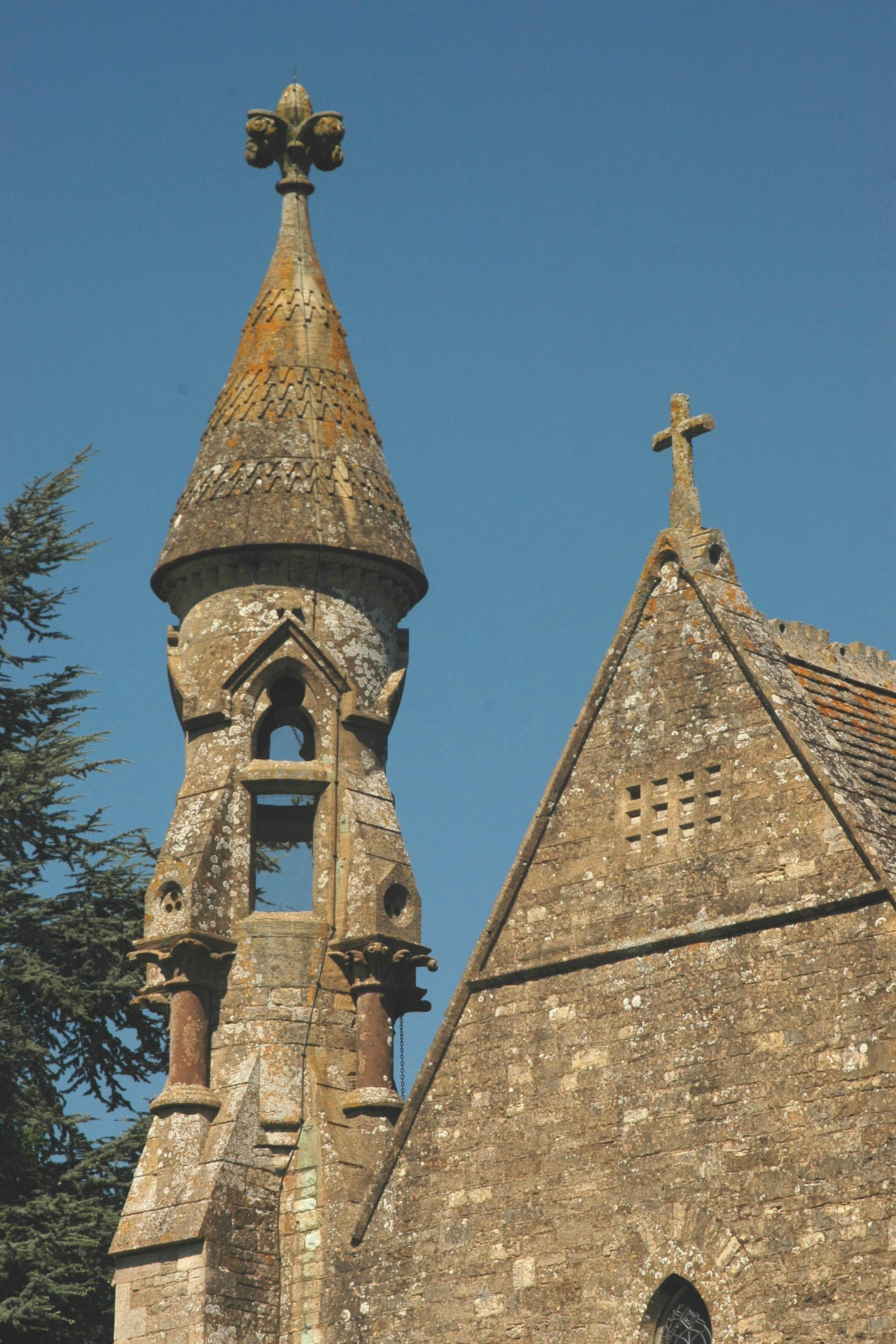